# Ipomoea mombassana
Ipomoea mombassana är en vindeväxtart. Ipomoea mombassana ingår i släktet praktvindor, och familjen vindeväxter.

## Underarter
Arten delas in i följande underarter:
- I. m. massaica
- I. m. mombassana